# Fútbol Club Pinar del Río
O Fútbol Club Pinar del Río é um clube de futebol cubano com sede em Pinar del Río.
Foi vencedor do Campeonato Nacional de Cuba por sete vezes.

## Títulos
- Campeonato Cubano de Futebol
  - Campeão (7): 1987, 1988/89, 1989/90, 1991/92, 1995, 1999/2000 e 2006/07